# Poieni - Cărbunăriei
Poieni - Cărbunăriei este o arie protejată de interes național ce corespunde categoriei a IV-a IUCN (rezervație naturală de tip forestier) situată în județul Iași, pe teritoriul administrativ al comunei Schitu Duca.

## Localizare
Aria naturală cu o suprafață de 9,20 hectare se află in partea sud-estică a județului Iași, pe teritoriul vestic al satului Poieni, în apropierea drumului național DN24, Iași - Vaslui.

## Descriere
Rezervația naturală a fost declarată arie protejată prin Legea Nr.5 Din 6 martie 2000 (privind aprobarea Planului de amenajare a teritoriului național - Secțiunea a III-a - zone protejate) și reprezintă o suprafață acoperită în cea mai mare parte cu pădure de conifere, constituită  din specii de pin de pădure (Pinus sylvestris), molid (Picea abies) și larice (Larix decidua) cu vârste ce depășesc 100 de ani și înălțimi de peste 30 de m.